# 本田仁美
本田仁美（日语：／ Honda Hitomi */?，2001年10月6日—）是日本女藝人，為女子偶像團體AKB48前成員，曾擔任Team 8栃木縣代表，栃木縣出身，所屬經紀公司為iNKODE。2014年4月3日，以AKB48 Team 8成員身份出道。2018年10月29日至2021年4月28日期間，專任IZ*ONE成員。2024年1月28日自AKB48畢業。2024年10月16日，以女團SAY MY NAME成員身份出道，並擔任隊長。

## 经历

### 2014年－2018年：加入AKB48初期
2014年4月3日，通過「AKB48 Team 8 全國同步徵選」，成為Team 8的栃木縣代表，參加徵選理由是「想試試看自己的可能性。」。8月6日，以Team 8 1st Stage「Party開始了」公演劇場公演出道。12月5日，接受栃木縣知事委托担任「栃木未來大使」。
2017年4月，开始担任栃木电视台的地方新闻节目《evening6Plus》毎週四的环节《Toyota租車栃木 Presents AKB48 Team 8 本田仁美的戀栃木》（トヨタレンタリース栃木 Presents AKB48 Team 8 本田仁美の恋とち）介绍县内新闻的报道员。
2018年4月5日，于FM栃木启播冠名节目。6月16日，於「AKB48第53張單曲世界選拔總選舉」中，以17,656票獲得第82名，為初次進入圈内。

### 2018年－2021年4月：專任IZ*ONE、韓國出道
2018年8月31日，於韓國Mnet選秀節目《PRODUCE 48》，以240,418票取得第九名成績，成為限定團體IZ*ONE成員，為三名日本成員之一，亦是AKB48本部唯一於節目出道的成員。9月24日，AKB48運營官方公告本田將在参加AKB48第54张單曲《NO WAY MAN》（11月28日發行）後暫停AKB48活動，專注IZ*ONE團體活動。10月29日，以IZ*ONE首张迷你专辑《COLOR*IZ》在韓國出道。
2020年10月，成為日本服飾品牌「titty&co」2020年冬季系列的模特兒
。後來，於隔年成為該品牌的專屬模特兒。

### 2021年4月－2024年1月：回歸AKB48至畢業
2021年4月28日，IZ*ONE兩年半活動正式結束，同時專任活動結束。隔日29日搭機返回日本。5月15日，時隔約兩年半再次更新個人Twitter和 Instagram帳號。5月23日，參加於橫濱PIA Arena MM舉行的Team 8單獨演唱會《AKB48 Team 8全國巡演 ～去47個美麗城市～ 最終場 神奈川縣公演「仰望深藍的天空」》，正式回歸AKB48的活動。10月1日，開設個人TikTok帳號。同日，擔任日韓聯合美妝企劃「BAYS」代言人，也參與了日韓聯合開發的彩妝品牌「NOTONE」的製作。12月31日，與Vernalossom的合約結束，並於2022年1月1日移籍至AKB48營運公司「DH」。
2022年1月10日，出席於神田明神舉行的AKB48成員成人式。2月23日，於東京電視台播出《AKB48、最近聞いた?〜一緒になんかやってみませんか?〜》中，獲宣布擔任AKB48第59張單曲《是前男友》的Center，為本田第一次擔任AKB48單曲的Center。3月，擔任盤髮造型品牌「Matomage」的代言人。4月30日，本田登上時尚雜誌《mini》的封面，這是她首次的單獨封面。5月14日，於幕張展覽館舉行的「Rakuten GirlsAward 2022 SPRING／SUMMER」中首次在時裝展覽中登台。7月1日，宣布移籍經紀公司至Mama&Son。7月21日，首次個人出演電視劇《OCTO 〜感情搜查官 心野朱梨〜》。8月19日，以215分成績取得韓國語文能力測驗（TOPIK）等級五的認證，9月6日，宣布出演將於10月5日播出的電視劇《北歐複雜日記》，也是首次擔任電視劇主演。
2023年2月27日，獲宣布擔任AKB48第61張單曲《無論如何都喜歡你》的Center。4月，擔任廣東製藥的玉米鬚茶的形象代言人。8月30日，在AKB48官方YouTube頻道中宣布畢業。11月24日，宣布與矢吹奈子共同擔任「MMA2023」的日本官方大使。
2024年1月25日，發行畢業紀念寫真書《明天的對岸》（明日の向こう側）。1月26日，在橫濱國際平和會議場舉辦畢業演唱會「本田仁美畢業演唱會～充滿夢想與希望的道路～」。1月28日，在AKB48劇場舉辦畢業公演，正式從AKB48畢業。

### 2024年5月－至今：再次出道
2024年5月1日，宣布與Mama&Son的合約在4月底結束。2024年8月，從擔任約2年半的盤髮造型品牌「Matomage」的代言人畢業。9月13日，宣布加入前東方神起成員金在中負責製作的七人女子團體SAY MY NAME，預計10月出道。時隔約七個月再次更新個人Instagram帳號。10月5日，在iNKODE日本分公司舉辦的《iNKODE to PLAY》活動中，宣布擔任SAY MY NAME隊長。

## 人物
- Catch Phrase（自我介紹詞）是「說到栃木就是？（日光）！我是笑容燦爛，暱稱是hi醬的本田仁美。像草莓般新鮮，今年16歲。」（栃木といえば?（日光!） ニコニコ笑顔の"ひぃちゃん"こと本田仁美です。いちごのようにフレッシュな16歳です。）[66][注 1]
- 官方暱稱為HiiChan（ひぃちゃん）[1]，曾經使用[68]。于755内使用過[69][注 2]、[70]、[71]、[72]、[73]等自称。
- 名字由來是因為父母喜歡漫畫《猫眼三姐妹》，其中主角叫來生瞳（瞳的日文發音和仁美一樣）。[74]
- 將來的夢想是電視劇女演員。[66]
- 魅力點是燦爛的笑容。[66]
- 有一個哥哥和一個姐姐[75]，和哥哥以及父親在本田小時候曾一起上過節目[76]。
- 擅長跳舞[77]，尤其是啦啦隊舞。小學開始一共學習六年，曾擔任啦啦隊員[78]，也曾在節目上表演過[79]。
- 是繼大島優子、早乙女美樹和佐伯美香之後，AKB48第四名來自栃木縣的成員。
- 尊敬的前輩為大島優子[80]。
- 擁有的資格證書有韓國第二種普通駕照[81]、TOPIK檢定5級[82]。

## 音樂作品
- 標註「★」符號者，表示該首歌曲有拍攝MV。

### 單曲CD
AKB48
|      | 發行日期       | 單曲名稱         | 參與歌曲名稱     | 名義                         | 收錄於 | MV | 備註                     |
| ---- | -------------- | ---------------- | ---------------- | ---------------------------- | ------ | -- | ------------------------ |
| 37th | 2014年08月27日 | 心意告示牌       | 去47個美麗城市   | Team 8                       | 劇場盤 | ★  |                          |
| 38th | 2014年11月26日 | 希望無限         | 制服的翅膀       | Team 8                       | Type-D | ★  |                          |
| 39th | 2015年03月04日 | Green Flash      | 從打招呼開始     | Team 8                       | Type-H | ★  |                          |
| 40th | 2015年05月20日 | 我们不战斗       | 污秽的真相       | Team 8选拔                   | Type-C | ★  |                          |
| 42nd | 2015年12月09日 | 紅唇Be My Baby   | 搗蛋鬼小蝗蟲     | Team 8                       | Type-C | ★  |                          |
| 44th | 2016年06月01日 | 不需要翅膀       | 通往夢想的路     | Team 8                       | Type-C | ★  |                          |
| 46th | 2016年11月16日 | High Tension     | 將星空獻給你     | Team 8 EAST                  | Type-C | ★  |                          |
| 50th | 2017年11月22日 | 11月的腳鏈       | 熱愛人生！       | Team 8                       | Type-B | ★  |                          |
| 52nd | 2018年05月30日 | Teacher Teacher  | 新钟声           | Team 8                       | Type-C | ★  |                          |
| 53rd | 2018年09月19日 | 感傷列車         | 浪花的讯息       | 第10届世界选拔总选举纪念小组 | Type-D | ★  |                          |
| 54th | 2018年11月28日 | NO WAY MAN       | NO WAY MAN       |                              | 全版本 | ★  | A面曲 首次进入选拔       |
| 55th | 2019年03月13日 | 回憶上心頭DAYS   | 必然性           | IZ4648                       | Type-C |    | 以IZ*ONE成員身份活動     |
| 58th | 2021年09月29日 | 一切都成Rumor    | 一切都成Rumor    |                              | 全版本 | ★  | A面曲                    |
| 58th | 2021年09月29日 | 一切都成Rumor    | 西高東低         | Team 8                       | Type-B |    | Center 首次擔任Center    |
| 59th | 2022年05月18日 | 是前男友         | 是前男友         |                              | 全版本 | ★  | A面曲 Center             |
| 59th | 2022年05月18日 | 是前男友         | 懦弱的樹懶       | Team A                       | Type-A | ★  | 与冈田奈奈共同担任Center |
| 60th | 2022年10月19日 | 久違的Lip Gloss  | 久違的Lip Gloss  |                              | 全版本 | ★  | A面曲                    |
| 60th | 2022年10月19日 | 久違的Lip Gloss  | Sugar night      | SHOWROOM選拔                 | 全版本 | ★  | Center                   |
| 61st | 2023年04月26日 | 無論如何都喜歡你 | 無論如何都喜歡你 |                              | 全版本 | ★  | A面曲 Center             |
| 61st | 2023年04月26日 | 無論如何都喜歡你 | 並非永別         | Team 8                       | Type-A |    |                          |
| 62nd | 2023年09月27日 | 如果不是偶像的話 | 如果不是偶像的話 |                              | 全版本 | ★  | A面曲                    |

### 專輯CD
AKB48
|     | 發行日期       | 專輯名稱                     | 參與歌曲名稱         | 名義   | 收錄於          | 備註 |
| --- | -------------- | ---------------------------- | -------------------- | ------ | --------------- | ---- |
| 6th | 2015年1月21日  | 這裡是羅德斯島、在這裡跳吧！ | 笨手笨腳的支持       | Team 8 | Type-A          |      |
| 7th | 2015年11月18日 | 0與1之間                     | 一輩子可以遇見多少人 | Team 8 | MILLION SINGLES |      |

### 劇場公演分組曲
| 公演名稱                               | 參與歌曲名稱       |
| -------------------------------------- | ------------------ |
| Team 8公演                             |                    |
| Team 8 1st Stage「Party開始了」公演    | 裙摆飘飘           |
| Team 8 1st Stage「Party開始了」公演    | 和你在一起的平安夜 |
| Team 8 1st Stage「Party開始了」公演    | 星之温度           |
| Team 8 2nd Stage「想見你」公演         | 叹息的人偶         |
| Team 8 2nd Stage「想見你」公演         | 泪之湘南           |
| Team 8 2nd Stage「想見你」公演         | 沙滩的樱桃         |
| Team 8 2nd Stage「想見你」公演         | 恋爱计划           |
| Team 8 2nd Stage「想見你」公演         | 从背后紧紧相拥     |
| Team 8 2nd Stage「想見你」公演         | 里約的革命         |
| 青木姬「世界充满梦想」                 | 污秽的真相         |
| Top Lead「你也不為8哭泣嗎」            | Cry                |
| 湯淺順司「這汗水、是與未來相接的彩虹」 | 她                 |
| 湯淺順司「這汗水、是與未來相接的彩虹」 | 你是我的風         |

## 創作作品

### IZ*ONE
- 《Really Like You》- 與金玟周共同作詞[83]。收錄於第二張迷你專輯《HEART*IZ》。
- 《With*One》- 與IZ*ONE其他成員共同作詞[84]。收錄於第三張迷你專輯《Oneiric Diary》。
- 《Merry-Go-Round》- 單獨作詞[85]。收錄於第三張迷你專輯《Oneiric Diary》。
  - 《Merry-Go-Round Japanese Ver.》- 單獨、日文版作詞。收錄於第三張迷你專輯《Oneiric Diary》。
- 《Welcome Japanese Ver.》- 日文版作詞。未發行音源，僅於日本線上演唱會「ONEIRIC DIARY DIGITAL SHOWCASE IN JAPAN」演唱。
- 《La Vie en Rose Japanese Ver.》- 日文版作詞[86][87]。收錄於日本第一張專輯《Twelve》。

### SAY MY NAME
- 《Be a Star》- 作詞[88]。收錄於第一張迷你專輯《SAY MY NAME》。
- 《He Told Me》- 作詞[89]。收錄於第二張迷你專輯《My Name Is…》。
- 《ShaLala Japanese ver.》- 日文版作詞，與MEI（日语：寺田萌衣）共同作詞[90][91]。

### 金在中
- 《In Chaos》- 與KANNY共同作詞。收錄於「Beauty in Chaos」（以「HIKAMI」名義）[92]

## 演出

### 電視劇
- OCTO 〜感情搜查官 心野朱梨〜 第3集（2022年7月21日，日本電視台）：飾演 雛見堇（雛見すみれ）[93]
- 北歐複雜日記（2022年10月5日－26日，東京電視台）：飾演 大鳥縞子（主演）[46]
- 最好的老師（2023年7月15日－9月23日，日本電視台）：飾演 江波美里[94]
- 糕點舖MON（2024年1月11日－3月28日，東京電視台）：飾演 塚原清美（塚原キヨミ）[95]

### 網絡劇
- 最好的老師 3年後的我們 第3集（2023年8月9日，TVer）：飾演 江波美里[96]
- 敬啟、致長大成人的你（2023年9月23日、30日，Hulu）：飾演 江波美里[97]

### 電視節目
- （2012年－2014年6月29日，ミヤッコテレビ）- 助理主持[98][99]
- ：周四环节（2016年4月7日—2017年3月31日，栃木電視台）[100]
- evening6Plus：周四《Toyota租車栃木 Presents AKB48 Team 8 本田仁美的戀栃木》環節（トヨタレンタリース栃木 Presents AKB48 Team 8 本田仁美の恋とち；2017年4月6日－2019年3月28日，栃木電視台）[101][注 5]
- （2015年12月29日、2017年12月29日，栃木電視台）- 棚内嘉賓[103][104]
- 2021 Mnet Japan Fan's Choice Awards（2021年12月28日，Mnet Japan）- 主持[105]
- 應援-HIGH ~夢的起跑線~（2025年3月8日－，日本電視台、Hulu）- 领跑员

### 網絡節目
- MUSINSA TV ドハマり注意報 シーズン2（2025年3月18日－6月28日）- MC[106]

### 廣播節目
- TOCHIGI TOYOTA WEEKEND FREE STYLE（2017年4月29日－2018年3月24日，RADIO BERRY FM栃木（日语：エフエム栃木））[107]
- （2018年4月5日－2019年3月28日，RADIO BERRY FM栃木）[12]
- NEZAS presents IZ*ONE 本田仁美的World Get You（NEZAS presents IZ*ONE 本田仁美のWorld Get You；2019年4月4日－2021年3月29日，RADIO BERRY FM栃木）[108][109]
- 柱NIGHT! with AKB48內「本田仁美的Hii to Me」環節（2022年3月20日－2024年1月21日，bayfm）[110][111]
- 太田胃散 presents Friday Night Party AKB48久違的忘年會（2022年12月2日－30日，FM東京）- 主持人[112]
- IDOL CHAMP presents POP-K TOP10 Friday（2023年4月7日－2024年1月26日，FM東京）- 主持人[113][114]
- 太田胃散 presents Friday Night Party TomiRadio（FM東京）
  - （2023年5月5日－26日）- 5月份主持人[115]
  - （2024年1月5日－26日）- 1月份主持人[116]

### 舞台劇
- 舞蹈革命～孤獨的我～2017（ダンスレボリューション〜ホントのワタシ〜2017；2017年8月23日－27日，築地本願寺）：飾演 （主演）[117][118][119]

### 活動
- 秋季安全運動開幕式（2015年9月20日，栃木縣佐野市）- 佐野警察署1日警察署長[120]
- 那須烏山市秋季交通安全運動博覽會（2015年9月28日，栃木縣那須烏山市）- 那須烏山警察署1日署長[121]
- 交通安全運動博覽會（2017年9月18日，東京都中央区）- 中央警察署1日警察署長[122]
- Girls Award
  - Rakuten GirlsAward 2022 SPRING／SUMMER（2022年5月14日，幕張展覽館）[41]
  - Rakuten GirlsAward 2023 SPRING／SUMMER（2023年5月4日，國立代代木競技場第一體育館）[123]
  - Rakuten GirlsAward 2023 AUTUMN／WINTER（2023年9月30日，幕張展覽館）[124]
- KCON 2022 Premire in Tokyo（2022年5月15日，幕張展覽館）- 主持[125]
- 關西Collection
  - EXIA Presents KANSAI COLLECTION 2022 AUTUMN ＆ WINTER（2022年8月4日，京瓷巨蛋大阪）[126]
  - KANSAI COLLECTION 2023 S／S（2023年3月4日，京瓷巨蛋大阪）[127]
  - 關西Collection 2025 SPRING&SUMMER（2025年3月2日，大阪巨蛋）[128]
- 東京女孩展演
  - TGC KITAKYUSHU 2022 by TOKYO GIRLS COLLECTION（2022年11月19日，西日本綜合展示場 新館）[129]
  - oomiya presents TGC WAKAYAMA 2023 by TOKYO GIRLS COLLECTION（2023年2月11日，和歌山大鯨）[130]
  - 第37回 Mynavi Tokyo Girls Collection 2023 AUTUMN／WINTER（2023年9月2日，埼玉超級競技場）[131]
  - CREATEs presents TGC KITAKYUSHU 2023 by TOKYO GIRLS COLLECTION（2023年10月7日，西日本綜合展示場 新館）[132]
  - CREATEs presents TGC KITAKYUSHU 2024 by TOKYO GIRLS COLLECTION（2024年10月12日，西日本綜合展示場新館）[133]
  - 麻生專門學校集團 presents TGC 熊本 2025 by TOKYO GIRLS COLLECTION（2025年4月12日，熊本產業展示場）[134]
- 澀谷警察署交通安全節（2023年4月15日，明治神宮會館）- 澀谷警察署一日警察署長[135]
- 東北樂天金鷲 vs 北海道日本火腿鬥士 開球儀式（2023年10月5日，樂天生命 Park宮城）[136][137]
- 2023年甜瓜音樂獎（2023年12月2日，韓國仁川INSPIRE ARENA）- 紅毯主持[138]

## 書籍

### 寫真書
- 明天的對岸（明日の向こう側；2024年1月25日，寶島社）[139]

### 雜誌連載
- non-no（集英社）
  - Hii Dictionary（2022年2月11日－5月9日）- 期間限定網絡連載，一週2回（週一、五）更新[140][141]
- NHKテレビ　ハングルッ！ナビ（NHK出版）
  - Hii醬的夢想成功的步驟（2023年4月18日－2024年2月18日）[142]
- ELLEgirl
  - HITOMI’S ACTION（2023年6月13日－2024年1月25日）[143][144]